# Autheuil-Authouillet
Autheuil-Authouillet település Franciaországban, Eure megyében. Lakosainak száma 944 fő (2022. január 1.). Autheuil-Authouillet Chambray, Champenard, Fontaine-sous-Jouy, Saint-Vigor, Sainte-Colombe-près-Vernon és Clef-Vallée-d'Eure községekkel határos.

## Népesség
A település népességének változása:
| Lakosok száma | 277  | 683  | 737  | 828  | 949  | 958  | 958  | 956  | 949  | 944  |
|               | 1968 | 1982 | 1990 | 2006 | 2013 | 2015 | 2017 | 2019 | 2020 | 2022 |